# تيفيناغ

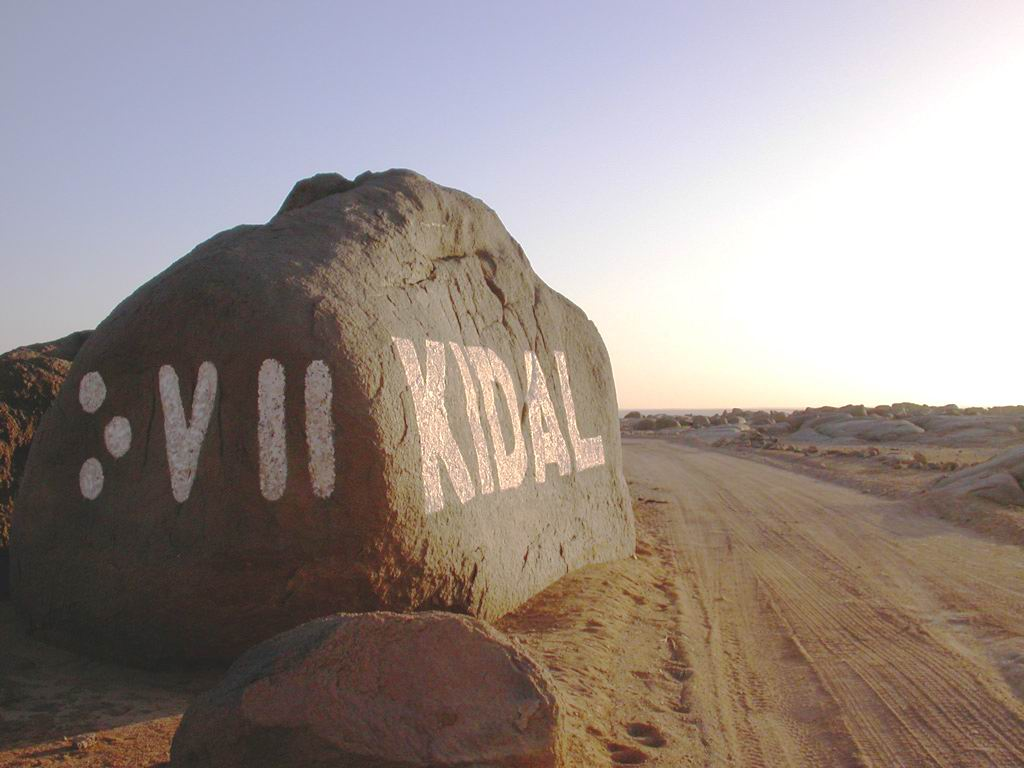
اسم مدينة كيدال شمال مالي مكتوب بالحرف اللاتيني وبتيفيناغ على صخرة في مدخل المدينة

تِيفِيناغ (ⵜⵉⴼⵉⵏⴰⵖ) هي إحدى الأبجديات التي استخدمها الطوارق لكتابة لغتهم. في بداية سبعينيات القرن الميلادي الماضي (حوالي 1970) قام عضوُ الأكاديمية البربرية في باريس الجزائريُّ محمد أعراب مسعود بإنشاء ألفبائيةٍ جديدة اعتَمد فيها بشكل جزئيٍّ على حروف تيفيناغ عُرِفت في ما بعد بالتيفيناغ المحدث. وفي عام 2003، أضحى هذا الأخير الحرف المعتمد من طرف المعهد الملكي للثقافة الأمازيغية لكتابة اللغة الأمازيغية في المغرب.
يختلف عدد حروف تيفيناغ وأشكال بعضها باختلاف بلاد الطوارق، ويميز الباحثون أربع أنواعٍ رئيسة، وهي: تيفيناغ الهَقّار، وتيفيناغ غات، وتيفيناغ أَيْر، وتيفيناغ أَزَواغ.

## النشوء
نشأت حروف تيفيناغ عن الكتابة الليبيقية التي انقطع استعمالها في العصر القديم في باقي بلاد شمالي أفريقيا. ولغياب تأريخ دقيق للنقائش الصخرية، يُقدَّر ظهور كتابة تيفيناغ في حقبة تمتد من القرن الخامس للميلاد إلى القرن الـ15.
لفظ «تِفينَغ» () في اللغة الطارقية جمعُ تكسيرٍ مفردُه «تَفِينق» وهو لفظ مؤنَّث معناه الواحد من حروف تيفيناغ. يشيعُ في الأوساط القومية البربرية تأثيلٌ زائف للفظِ «تيفيناغ» يُرْجِعُه إلى لفظٍ مفترَضٍ هو «تيفينغ»، يؤوّل على أنه مركّبٌ من لفظ «تيفي»، بمعنى «اكتشاف»، وضمير المتكلم المجرور للجمع «ـنغ»، ليصير معناه هو «اكتشافنا»، وهذا من شأنه دعم فرضية النشأة الذاتية لكتابة تيفيناغ، وهي فرضية تزعم أن البربر القدامى هم من اخترعوا مبدأ الكتابة وأوجدوا للغتهم حروفا من دون أي تأثير خارجي. والتأثيل المذكور يناقض ما عليه الكلمة في اللغة الطارقية. وفي نفس الصدد، يرى اللغويُّ سالم شاكر أنه «ينبغي استبعاد فرضية النشأة التلقائية لأنه لا وجود لتقليد كتابي سابق للنظام الكتابي الألفبائي في المنطقة المغاربية.»

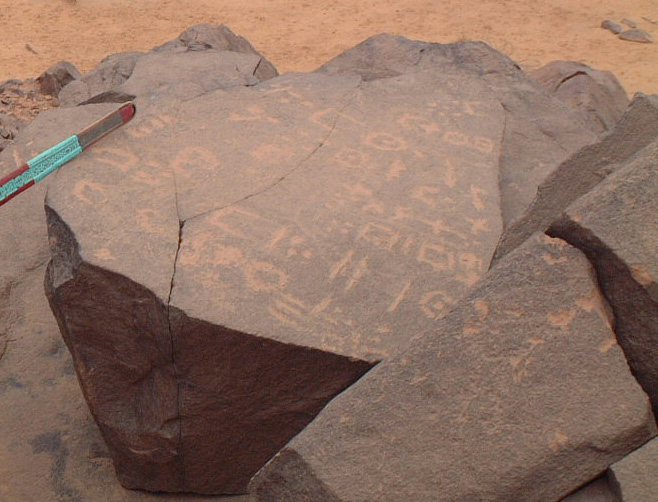
نقوش تيفيناغ على صخرة قرب بلدة السوق في مالي

يجمع الدارسون على نِسْبَةِ الكتابة الطارقية إلى الكتابة الليبيقية ومنها إلى الكتابة الفينيقية ويَعْضُدُ هذا القولَ شواهدُ عديدة، من بينها أن ظهور أُولى النقائش الليبيقية جاء بعد الاستيطان الفينيقي لشمالي أفريقيا بعدة قرون، وأن الغالبية الساحقة لهذه النقائش القديمة وُجِدت في مناطق ذات نفوذ قرطاجي وثقافة بونيقية، وأن الكتابة الليبيقية والطارقية تعتمدان نظاما أبجديا، أي تمثيلَ الحروف الصامتة فقط دون الصوائت، وهو نظام ساميٌّ بامتياز لا يناسب تماما اللغات الأمازيغية. ثم إن إطلاق اسم «تيفيناغ» على الحروف الطارقية لَهو إشارة إلى أصلها الفينيقي إذ أن جذر هذا الاسم الذي هو «فنغ» يعادل «فنق» لكون صوتي الغين والقاف متبادلين في النظام الصوتي الأول للأمازيغية، ومن ثَمَّ يكون معنى «تيفيناغ» هو «الفينيقيات».

## الاستعمال
ظل استعمال الحروف الطارقية على مدى تاريخ الطوارق يقتصر على كتابة نصوص قصيرة بغرض مراسلة ذوي القربى أو الإشارة للملكية وذلك بالنقش على الحجر والشجر أو بالخط على التراب والرمل أو بالوشم على الحيوان.

## التحديث

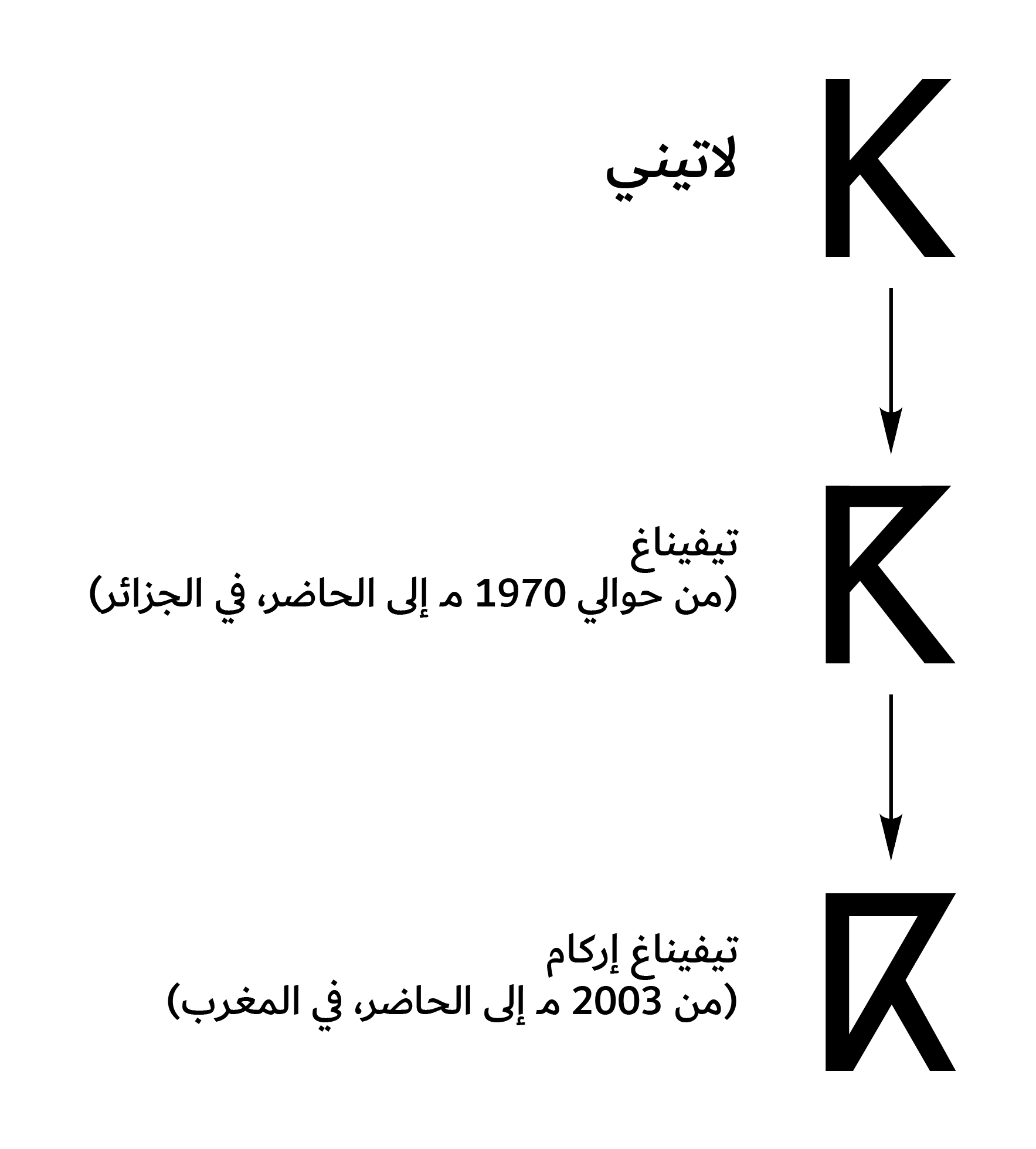
تطور حرف «K» من اللاتينية إلى تيفيناغ

مؤخرا عدلت الحكومة المغربية تيفيناغ كأبجدية رسمية لكتابة اللغة الأمازيغية والتي كانت تكتب هناك إما بالحروف العربية أو اللاتينية، وذلك من خلال إنشاء المعهد الملكي للثقافة الأمازيغية عام 2001 م.
وقد أضيفت حروف لتيفيناغ التقليدية لتمثل حروفا متحركة، وكذلك لتعبر عن أصوات ليست موجودة في الأبجدية الأصلية، وتم أيضا تغيير اتجاه الكتابة ليصبح من اليسار إلى اليمين، ويسمى هذا النموذج «بتيفيناغ المحدثة». ومنذ عام 2003 م بدأ تعليمه للأطفال في المدارس الإبتدائية المغربية لكتابة اللغة الأمازيغية.

## الكتابة
وكانت حروف تيفيناغ منذ نشأتها وكما يستخدمها الطوارق تكتب كحروف ساكنة فقط، وأما الحروف المتحركة فلا تكتب إلا في بعض الأحيان، حيث تكتب في نهاية الكلمة، وأما اتجاه الكتابة فمن اليمين إلى اليسار، لكن في النقوش القديمة في تاسيلي ناجر وأكاكوس وغيرهما كانت الحروف تكتب تقريبا من كل الاتجاهات.
اتجاه كتابة تيفيناغ متنوع، ولكن النقوش الليبية الأقدم تستخدم اتجاه غير اعتيادي هو من الأسفل إلى الأعلى. النسخة الحديثة التي قدمتها الأكاديمية البربرية في ستينات القرن الماضي، تكتب من اليسار إلى اليمين، وتستخدم الحركات، وتم تعديلها لتناسب الصوتيات المستخدمة بين السكان الأمازيغ في الشمال. وقد تم إتخاذ شكل معدّل من هذه النسخة لأغراض التدريس في المغرب من طرف «المعهد الملكي للثقافة الأمازيغية» الذي أنشىء من قبل الملك المغربي محمد السادس. وتم إدراج تيفيناغ في إصدار اليونيكود في المجال بين U+2D30 و U+2D7F في إصدار 4.1.0.